# Route nationale 127
Pour les articles homonymes, voir Route nationale 127 (homonymie).
La route nationale 127, ou RN 127, est une ancienne route nationale française reliant Langon à Montauban. Depuis 1952, le tronçon de Langon à Moissac est devenu RN 113. À la suite de la réforme de 1972, le reste du tronçon a été déclassé en RD 927.
Par la suite, la RN 127 était devenue une route déviant Saint-Martory, ses deux extrémités étaient raccordés à la RN 117 ; ce tracé a été transformé en une portion de l'autoroute A64.

## Histoire
En 1824, la route royale 127 est définie « de Montauban à Bordeaux par la rive droite de la Garonne ». Elle rencontrait, à Langon, la route no 10 de Paris à Bayonne. Elle succède à la route impériale 147, créée par un décret du 16 décembre 1811.

## Ancien tracé de Langon à Moissac (N 113)
- Langon
- Saint-Macaire
- Saint-Pierre-d'Aurillac
- Saint-Martin-de-Sescas
- Caudrot
- Casseuil
- Gironde-sur-Dropt
- La Réole
- Mongauzy
- Lamothe-Landerron
- Sainte-Bazeille
- Marmande
- Saint-Pardoux-du-Breuil
- Longueville
- Fauguerolles
- Fauillet
- Tonneins
- Nicole
- Port-Sainte-Marie
- Saint-Hilaire-de-Lusignan
- Colayrac-Saint-Cirq
- Agen
- Bon-Encontre
- Castelculier
- Lafox
- Saint-Jean-de-Thurac
- Lamagistère
- Golfech
- Valence
- Pommevic
- Malause
- Boudou
- Moissac

## Ancien tracé de Moissac à Montauban (D 927)
- Lafrançaise (km 156)
- Villemade
- Montauban (km 172)